# رومیوویل (ایلینوی)
رومیوویل (به انگلیسی: Romeoville) یک روستا در ایالات متحده آمریکا است که در ایلینوی واقع شده‌است. رومیوویل ۳۹٬۶۸۰ نفر جمعیت دارد و ۱۸۸٫۰۶ متر بالاتر از سطح دریا واقع شده‌است.